# Финландски шпиц
Финландски шпиц (на фински: Suomenpystykorva) е порода кучета, принадлежаща едновременно към типовете шпиц и хрътка. Тя произхожда от земите на днешна Финландия. Като ловец, то посочва плячката на ловеца с лай, за това си е спечелило прякора „лаещ пойнтер“. Използва се най-вече за лов на плячка, креиеща се в дърветата, като катерици, яребици и глухари, но може да се използва също така и за лова на лосове и благородни елени. В своята родина породата служи все още като ловно куче, но е много приятелски настроена и обича децата, затова в някои други страни се използва повече като домашен любимец. През 1979 финландският шпиц е обявен за национална порода куче на Финландия.
Породата има типична за шпицовете двуслойна козина, която съдържа мек и гъст подкосъм и дълъг косъм. Тя е по-дълга и гъста около врата, на гърба и на върха на опашката на кучето. Тази козина изисква сериозни грижи и се подменя два пъти годишно. Недобрите грижи за нея могат да създадат сериозни проблеми за кожата. При раждането си кученцата приличат на малките на червената лисица, като са оцветени в сиво-черно-кафяво или бежово. С течение на времето цветът се изменя до златисто пурпурно, което е цветът на възрастния финландски шпиц според породния му стандарт. Другото оцветяване се смята за недостатък. Носът, устните и веждите са оцветени в черно. Средните размери на мъжкото куче са 44 – 50 см височина при холката на 11 – 13 кг, а на женското – 39 – 45 см височина при холката на 8 – 9 кг.
Финландският шпиц контактува добре с човешки общности, съдържащи деца. В присъствието на други кучета някои кучета се държат нормално, докато други стават срамежливи, пасивни или агресивни. Те лаят много добре, което ги прави отлични кучета-пазачи.